# Saint-Maur-sur-le-Loir
Pour les articles homonymes, voir Saint-Maur.
Saint-Maur-sur-le-Loir est une commune française située dans le département d'Eure-et-Loir en région Centre-Val de Loire.

## Géographie

### Situation

Situation géographique
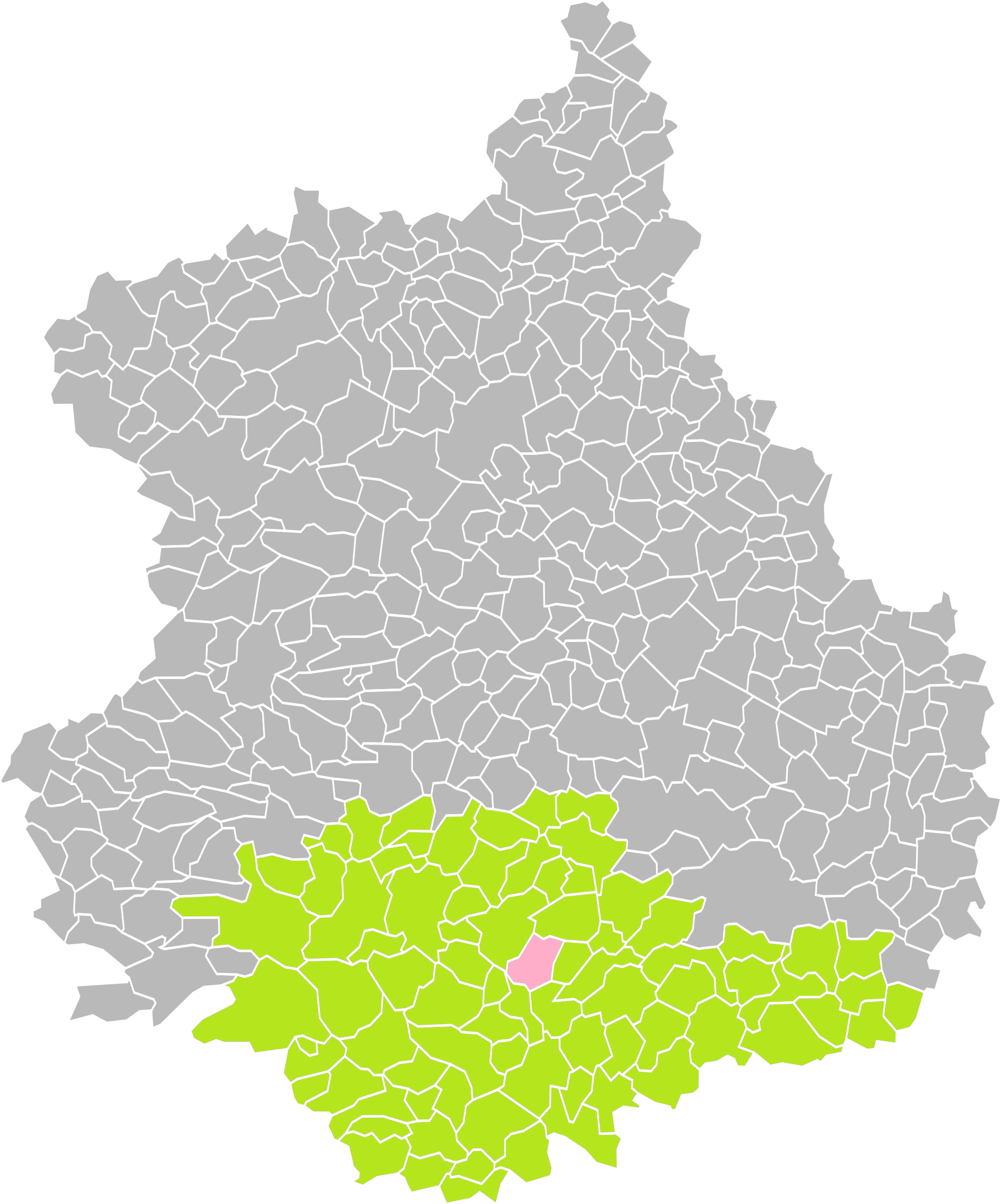
:Saint-Maur-sur-le-Loir dans son arrondissement.
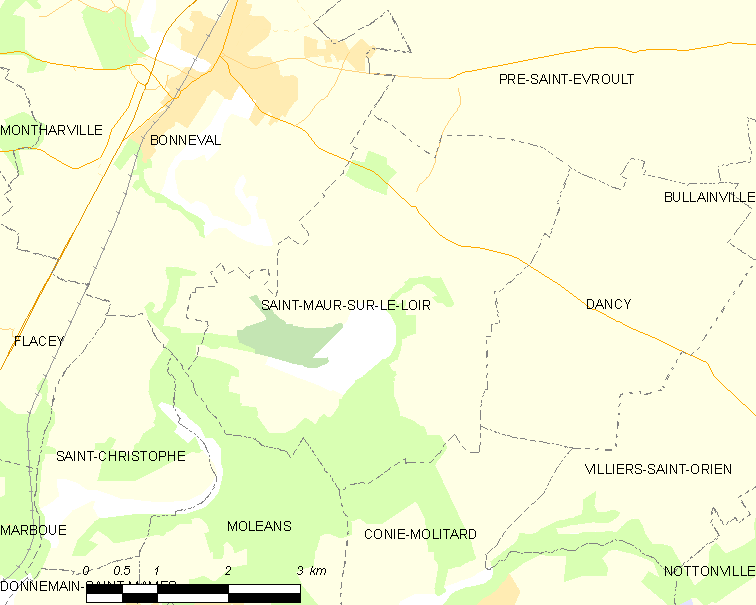
Carte de la commune de Saint-Maur-sur-le-Loir.

### Communes limitrophes
| Bonneval         |                         | Pré-Saint-Évroult |
|                  | Saint-Maur-sur-le-Loir  | Dancy             |
| Saint-Christophe | Moléans, Conie-Molitard |                   |

### Hydrographie
Comme son toponyme l'indique, la commune est traversée par la rivière le Loir, sous-affluent de la Loire par la Sarthe et la Maine.
La commune bénéficie depuis 1967 d'une station hydrologique : le débit moyen annuel ou module du Loir, observé durant une période de 51 ans (de 1967 à 2018), est de 3,22 m3/s, soit 3 220 litres par seconde. La hauteur maximale instantanée, relevée à Saint-Maur-sur-le-Loir le 13 décembre 1966, est de 2,03 m.

### Climat
Pour des articles plus généraux, voir Climat du Centre-Val de Loire et Climat d'Eure-et-Loir.
En 2010, le climat de la commune est de type climat océanique dégradé des plaines du Centre et du Nord, selon une étude du CNRS s'appuyant sur une série de données couvrant la période 1971-2000. En 2020, Météo-France publie une typologie des climats de la France métropolitaine dans laquelle la commune est exposée à un climat océanique altéré et est dans la région climatique  Moyenne vallée de la Loire, caractérisée par une bonne insolation (1 850 h/an) et un été peu pluvieux. 
Pour la période 1971-2000, la température annuelle moyenne est de 10,9 °C, avec une amplitude thermique annuelle de 14,5 °C. Le cumul annuel moyen de précipitations est de 636 mm, avec 10,5 jours de précipitations en janvier et 7,4 jours en juillet. Pour la période 1991-2020, la température moyenne annuelle observée sur la station météorologique de Météo-France la plus proche, sur la commune de Pré-Saint-Évroult à 5 km à vol d'oiseau, est de 11,3 °C et le cumul annuel moyen de précipitations est de 592,2 mm,. Pour l'avenir, les paramètres climatiques de la commune estimés pour 2050 selon différents scénarios d'émission de gaz à effet de serre sont consultables sur un site dédié publié par Météo-France en novembre 2022.

## Urbanisme

### Typologie
Au 1er janvier 2024, Saint-Maur-sur-le-Loir est catégorisée commune rurale à habitat dispersé, selon la nouvelle grille communale de densité à 7 niveaux définie par l'Insee en 2022.
Elle est située hors unité urbaine. Par ailleurs la commune fait partie de l'aire d'attraction de Châteaudun, dont elle est une commune de la couronne,. Cette aire, qui regroupe 25 communes, est catégorisée dans les aires de moins de 50 000 habitants,.

### Occupation des sols
L'occupation des sols de la commune, telle qu'elle ressort de la base de données européenne d’occupation biophysique des sols Corine Land Cover (CLC), est marquée par l'importance des territoires agricoles (76,9 % en 2018), une proportion identique à celle de 1990 (76,9 %). La répartition détaillée en 2018 est la suivante : 
terres arables (70,9 %), forêts (23,1 %), prairies (6 %). L'évolution de l’occupation des sols de la commune et de ses infrastructures peut être observée sur les différentes représentations cartographiques du territoire : la carte de Cassini (XVIIIe siècle), la carte d'état-major (1820-1866) et les cartes ou photos aériennes de l'IGN pour la période actuelle (1950 à aujourd'hui).

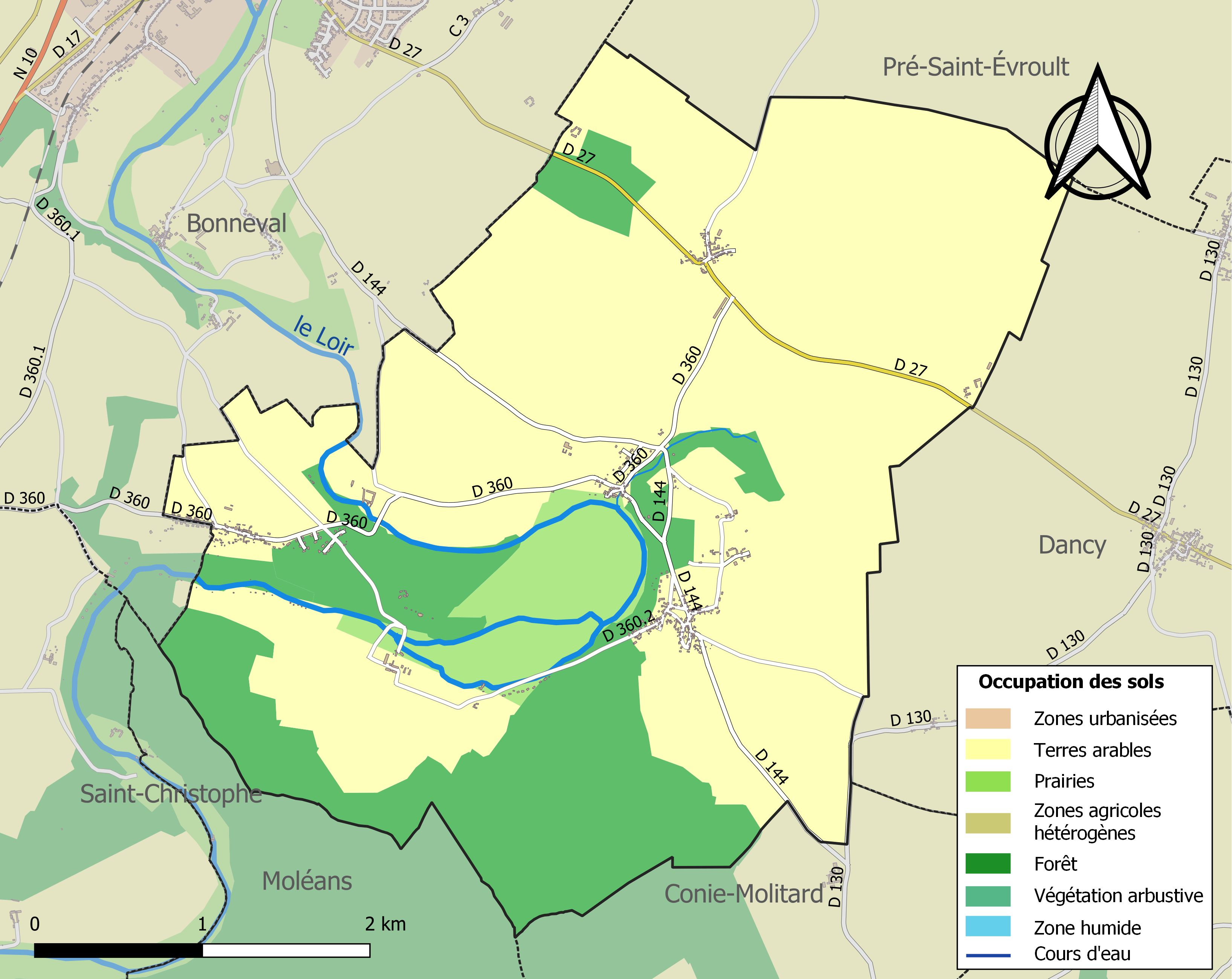
Carte des infrastructures et de l'occupation des sols de la commune en 2018 (CLC).

### Risques majeurs
Le territoire de la commune de Saint-Maur-sur-le-Loir est vulnérable à différents aléas naturels : météorologiques (tempête, orage, neige, grand froid, canicule ou sécheresse), inondations, mouvements de terrains et séisme (sismicité très faible). Il est également exposé à un risque technologique, le transport de matières dangereuses. Un site publié par le BRGM permet d'évaluer simplement et rapidement les risques d'un bien localisé soit par son adresse soit par le numéro de sa parcelle.

#### Risques naturels
Certaines parties du territoire communal sont susceptibles d’être affectées par le risque d’inondation par débordement de cours d'eau, notamment le Loir. La commune a été reconnue en état de catastrophe naturelle au titre des dommages causés par les inondations et coulées de boue survenues en 1995 et 1999,.

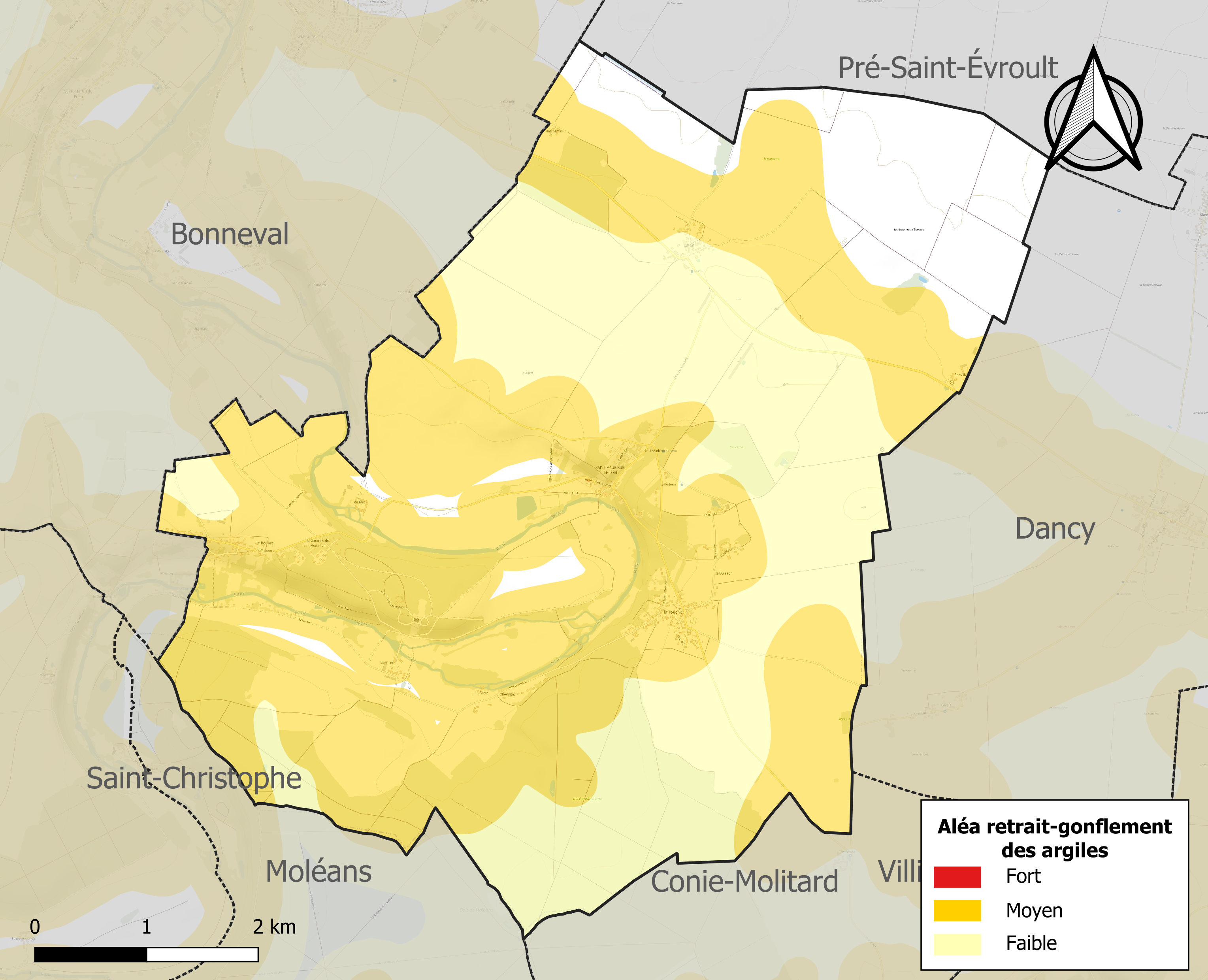
Carte des zones d'aléa retrait-gonflement des sols argileux de Saint-Maur-sur-le-Loir.

Les mouvements de terrains susceptibles de se produire sur la commune sont des mouvements de sols liés à la présence d'argile, des affaissements et effondrements liés aux cavités souterraines (hors mines) et des effondrements généralisés. L'inventaire national des cavités souterraines permet de localiser celles situées sur la commune.
Le retrait-gonflement des sols argileux est susceptible d'engendrer des dommages importants aux bâtiments en cas d’alternance de périodes de sécheresse et de pluie. 57,7 % de la superficie communale est en aléa moyen ou fort (52,8 % au niveau départemental et 48,5 % au niveau national). Sur les 250 bâtiments dénombrés sur la commune en 2019, 233 sont en aléa moyen ou fort, soit 93 %, à comparer aux 70 % au niveau départemental et 54 % au niveau national. Une cartographie de l'exposition du territoire national au retrait gonflement des sols argileux est disponible sur le site du BRGM,.
Concernant les mouvements de terrains, la commune a été reconnue en état de catastrophe naturelle au titre des dommages causés par la sécheresse en 1989 et par des mouvements de terrain en 1999.

#### Risques technologiques
Le risque de transport de matières dangereuses sur la commune est lié à sa traversée par des infrastructures routières ou ferroviaires importantes ou la présence d'une canalisation de transport d'hydrocarbures. Un accident se produisant sur de telles infrastructures est en effet susceptible d’avoir des effets graves au bâti ou aux personnes jusqu’à 350 m, selon la nature du matériau transporté. Des dispositions d’urbanisme peuvent être préconisées en conséquence.

## Toponymie
Le nom de la localité est attesté sous la forme Sanctus Maurus en 1141, Sanctus Maurus Bonavalensis en 1626, Maur la Forêt de 1790 à 1792, puis Saint-Maur-sur-le-Loir.
Saint-Maur est un hagiotoponyme.
Le Loir est une rivière du centre-ouest de la France, dans les quatre départements d'Eure-et-Loir, de Loir-et-Cher, de Maine-et-Loire et de la Sarthe.

## Histoire
Sous l'Ancien Régime, l'actuel territoire communal comprenait deux paroisses : Saint-Maur-sur-le-Loir et Saint-Martin de Lolon. Toutes deux dépendaient au spirituel du diocèse de Blois, de l'archidiaconé de Dunois et du doyenné de Beauce.
En 1827, Saint-Maur-sur-le-Loir absorbe la commune de Lolon, donnant au territoire communal celui connu aujourd'hui.

## Politique et administration

### Liste des maires
| Période                                  | Période   | Identité             | Étiquette | Qualité                            |
| ---------------------------------------- | --------- | -------------------- | --------- | ---------------------------------- |
| avant 1951                               | ?         | François Levacher    | CNIP      | Cultivateur à Édeville             |
| mars 1989                                | juin 1995 | Joël Billard         | RPR-UMP   | Comptable, sénateur de 2001 à 2014 |
| mars 2001                                | En cours  | Nicole Hubert-Diger, |           | Ancienne cadre                     |
| Les données manquantes sont à compléter. |           |                      |           |                                    |

## Population et société

### Démographie
L'évolution du nombre d'habitants est connue à travers les recensements de la population effectués dans la commune depuis 1793. Pour les communes de moins de 10 000 habitants, une enquête de recensement portant sur toute la population est réalisée tous les cinq ans, les populations de référence des années intermédiaires étant quant à elles estimées par interpolation ou extrapolation. Pour la commune, le premier recensement exhaustif entrant dans le cadre du nouveau dispositif a été réalisé en 2008.

En 2022, la commune comptait 405 habitants, en évolution de −3,8 % par rapport à 2016 (Eure-et-Loir : −0,23 %, France hors Mayotte : +2,11 %).
| 1793 | 1800 | 1806 | 1821 | 1831 | 1836 | 1841 | 1846 | 1851 |
| ---- | ---- | ---- | ---- | ---- | ---- | ---- | ---- | ---- |
| 365  | 363  | 329  | 345  | 510  | 530  | 551  | 569  | 610  |

| 1856 | 1861 | 1866 | 1872 | 1876 | 1881 | 1886 | 1891 | 1896 |
| ---- | ---- | ---- | ---- | ---- | ---- | ---- | ---- | ---- |
| 605  | 590  | 584  | 562  | 525  | 537  | 545  | 557  | 535  |

| 1901 | 1906 | 1911 | 1921 | 1926 | 1931 | 1936 | 1946 | 1954 |
| ---- | ---- | ---- | ---- | ---- | ---- | ---- | ---- | ---- |
| 509  | 496  | 503  | 433  | 414  | 381  | 372  | 402  | 387  |

| 1962 | 1968 | 1975 | 1982 | 1990 | 1999 | 2006 | 2008 | 2013 |
| ---- | ---- | ---- | ---- | ---- | ---- | ---- | ---- | ---- |
| 362  | 301  | 267  | 355  | 324  | 387  | 381  | 379  | 415  |

| 2018 | 2022 | - | - | - | - | - | - | - |
| ---- | ---- | - | - | - | - | - | - | - |
| 404  | 405  | - | - | - | - | - | - | - |

## Culture locale et patrimoine

### Lieux et monuments

#### Ancien château de Mémillon
Classé MH (1976)  Inscrit MH (1976).

Restes de l'ancien château de Mémillon, datant des XVe, XVIe et XVIIe siècles.

#### Dolmens de Baignon

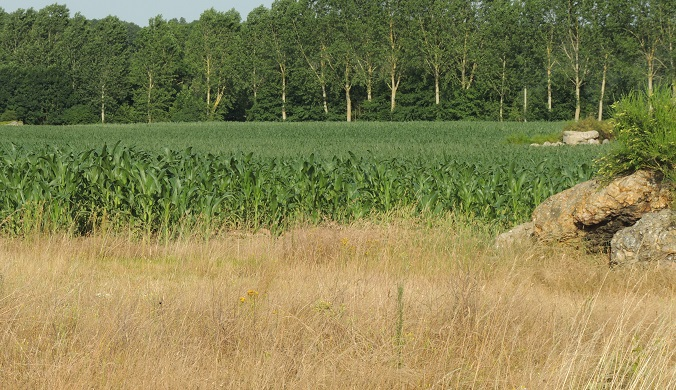
Trois des dolmens de Baignon.

Ensemble mégalithique du néolithique.

### Personnalités liées à la commune
- William Fitzwido Saint-Maur, né à Saint-Maur en 1055 et mort dans le Wiltshire[30], a eu une descendance britannique. Son nom a été plus tard anglicisé en Seymour : Roger Saint-Maur (1258-1300)[31], descendant en ligne patrilinéaire de William Fitzwido, est le père de Roger Seymour, né en 1284 à Penhow Castle (en), Newport, Monmouthshire, Pays de Galles[32], et l'ancêtre de Jeanne Seymour ;
- Valérie Valère, femme écrivain, y est décédée le 18 décembre 1982, à l'âge de 21 ans, dans la maison qu'elle avait louée 3 rue de la Mairie.